# Долгиновский сельсовет (Минская область)
Долгиновский сельсовет (бел. Даўгінаўскі сельсавет) — административная единица на территории Вилейского района Минской области Белоруссии. Административный центр — агрогородок Долгиново.

## История
Долгиновский сельский Совет образован в 1940 году. С декабря 1946 года до сентября 1950 года председателем сельсовета был Арон Дубров. В 2010 году в состав сельсовета вошли семь населённых пунктов Жарского сельсовета, который был преобразован в Стешицкий сельсовет. В 2018 году были упразднены деревни Вязовец и Кутное.

## Географическое положение
Сельсовет граничит с Костеневичским, Стешицким сельсоветами Вилейского района, с Докшицким районом Витебской области, с Логойским и Мядельским районами Минской области.

## Состав
Долгиновский сельсовет включает 50 населённых пунктов:
- Боровые — деревня.
- Бубны — деревня.
- Вардомичи — деревня.
- Витовцы — деревня.
- Волколатка — деревня.
- Ворновка — деревня.
- Габитация — деревня.
- Демидки — деревня.
- Долгиново — агрогородок.
- Еськовка — деревня.
- Забродье — деревня.
- Заложино — деревня.
- Залозовье — деревня.
- Замошье — деревня.
- Зосино — деревня.
- Коляды — деревня.
- Крупники — деревня.
- Микулино — деревня.
- Мильча — деревня.
- Млечки — деревня.
- Мушенка — деревня.
- Небышено — деревня.
- Невиняны — деревня.
- Новоселки — деревня.
- Опеньки — деревня.
- Острово — деревня.
- Плебанцы — деревня.
- Пожарница — деревня.
- Панкраты — деревня.
- Поня — деревня.
- Речки — деревня.
- Румянские — деревня.
- Ручье — деревня.
- Сивцы — деревня.
- Слобода — деревня.
- Солоное — деревня.
- Сосновщина — деревня.
- Станьки — деревня.
- Тонковичи — деревня.
- Черемушки — деревня.
- Юшковка — деревня.
- Язни — деревня.
- Ясюковка — деревня.
- Аношки — деревня.
- Гришковичи — деревня.
- Жизнова — деревня.
- Камено — деревня.
- Кривознаки — деревня.
- Погост — деревня.
- Стахи — деревня.

## Демография
По состоянию на 2011 год на территории совета проживает 2901 человек.
Из них:
- Моложе трудоспособного возраста — 390
- Трудоспособного возраста — 1532
- Старше трудоспособного возраста — 979

## Производственная сфера
- Участок ГУП «Вилейское ЖКХ»
- Участок «Долгиново» РКУП «Вилейский водоканал»
- Автозаправочная станции № 16 д. Долгиново Молодечненского филиала РУП «Беларуснефть» Минскоблнефтепродукт
- Долгиновское лесничество ГУП "Национальный парк «Нарочанский»
- Долгиновское ОЭП Вилейских РЭС
- Пожарно-аварийно-спасательный пост № 13 д. Долгиново
- ЛТУС Вилейского РУЭС
- ОАО «Борец»
- Филиал «Бубны» УП «Мингаз»
- УП «Долгиново»
- Свинокомплекс «Долгиново» Борисовского комбината хлебопродуктов
- ОАО «Язни»

## Социально-культурная сфера
- Здравоохранение: Долгиновская участковая больница, 3 фельдшерско-акушерских пункта (д. Бубны, д. Мильча, д. Язни), врачебная амбулатория в д. Долгиново, аптека в д. Долгиново
- Образование: на территории сельсовета работает 4 государственных учреждений образования: Долгиновская общеобразовательная средняя школа, Бубновский УПК детский сад-общеобразовательная базовая школа, Мильчанский УПК детский сад—общеобразовательная базовая школа, Язненский УПК детский сад-общеобразовательная начальная школа. Также в д. Долгиново имеется детский сад.
- Культура: 2 Дома культуры (д. Долгиново, д. Язни), 2 сельских клуба (д. Бубны, д. Мильча,), 4 библиотеки (д. Бубны. д. Долгиново, д. Мильча, д. Язни), Долгиновская школа искусств.